# Mironia elongata
Mironia elongata là một loài Rêu trong họ Pottiaceae. Loài này được (Wilson) B.H. Allen mô tả khoa học đầu tiên năm 2002.